# Championnat de France de football américain 2024
Navigation
Saison 2023 Saison 2025
Le championnat de France de football américain 2024 est la 42e saison du championnat de France de football américain de Division 1.
Le vainqueur remporte le trophée dénommé Casque de diamant 2024.

## Déroulement du championnat
Les équipes sont réparties en deux conférences géographiques (Nord et Sud). Ces équipes s'affrontent lors de la saison régulière.
Chaque conférence étant composé de 6 équipes, chaque équipe joue dix matches (2 matches aller/retour contre chacune des 5 autres équipes de sa conférence).
Les six premières équipes à l'issue de la saison régulière sont qualifiées pour la série éliminatoire (playoffs).
Aisni, un tour de wild card est organisé dont sont exemptés les premiers de chaque conférence, les 2e de chaque conférence rencontrant les 3e de l'autre conférence.
Les gagnants des matchs de wild card rencontrent en demi-finale les champions de conférence et les deux vainqueurs se rencontrent en finale.

### Les équipes
( P = promu de Division 2.)
- Conférence Nord
  - Black Panthers de Thonon
  - Cougars de Saint-Ouen-l'Aumône
  - Flash de La Courneuve
  - Molosses d'Asnières
  - Pionniers de Tours
  - Léopards de Rouen P

- Conférence Sud
  - Argonautes d'Aix-en-Provence
  - Blue Stars de Marseille
  - Dauphins de Nice
  - Grizzlys Catalans
  - Ours de Toulouse
  - Iron Mask de Cannes P

## Résultats

### Saison régulière
| Clas | Équipe                   | MJ | V               | N               | D               | PM              | PE              | Diff            |
| ---- | ------------------------ | -- | --------------- | --------------- | --------------- | --------------- | --------------- | --------------- |
| 1    | Flash de La Courneuve    | 8  | 5               | 1               | 2               | 172             | 102             | +70             |
| 2    | Black Panthers de Thonon | 8  | 4               | 3               | 1               | 230             | 152             | +78             |
| 3    | Léopards de Rouen        | 8  | 4               | 1               | 3               | 197             | 159             | +38             |
| 4    | Molosses d'Asnières      | 8  | 3               | 1               | 4               | 237             | 149             | +88             |
| 5    | Cougars de Saint-Ouen    | 8  | 1               | 0               | 7               | 39              | 313             | -274            |
| 6    | Pionniers de Tours       | 0  | Forfait général | Forfait général | Forfait général | Forfait général | Forfait général | Forfait général |

| Clas | Équipe                  | MJ | V | N | D | PM  | PE  | Diff |
| ---- | ----------------------- | -- | - | - | - | --- | --- | ---- |
| 1    | Blue Stars de Marseille | 10 | 7 | 2 | 1 | 210 | 138 | +72  |
| 2    | Grizzlys Catalans       | 10 | 5 | 1 | 4 | 222 | 180 | +42  |
| 3    | Dauphins de Nice        | 10 | 5 | 0 | 5 | 161 | 132 | +29  |
| 4    | Ours de Toulouse        | 10 | 5 | 0 | 5 | 136 | 172 | -36  |
| 5    | Iron Mask de Cannes     | 10 | 4 | 0 | 6 | 175 | 205 | -30  |
| 6    | Argonautes d'Aix        | 10 | 2 | 1 | 6 | 153 | 230 | -77  |

Sources : fffa.org, football-aktuell.de

### Phase finale
|  | Wild-card,               | Wild-card,            |                          |              | Demi-finales,            | Demi-finales, |  |  | Finale,      | Finale,      |
|  | Wild-card,               | Wild-card,            |                          |              | Demi-finales,            | Demi-finales, |  |  | Finale,      | Finale,      |
|  |                          |                       |                          |              |                          |               |  |  |              |              |
|  | 6 juin 2024              | 6 juin 2024           |                          |              | 15 juin 2024             | 15 juin 2024  |  |  | 30 juin 2024 | 30 juin 2024 |
|  | 6 juin 2024              | 6 juin 2024           |                          |              | 15 juin 2024             | 15 juin 2024  |  |  | 30 juin 2024 | 30 juin 2024 |
|  | 6 juin 2024              | 6 juin 2024           | Black Panthers de Thonon | 28           |                          |               |  |  | 30 juin 2024 | 30 juin 2024 |
|  | Black Panthers de Thonon | 30'                   | Black Panthers de Thonon | 28           |                          |               |  |  | 30 juin 2024 | 30 juin 2024 |
|  | Black Panthers de Thonon | 30'                   | Blue Stars de Marseille  | 7            |                          |               |  |  | 30 juin 2024 | 30 juin 2024 |
|  | Dauphins de Nice         | 0                     | Blue Stars de Marseille  | 7            |                          |               |  |  | 30 juin 2024 | 30 juin 2024 |
|  | Dauphins de Nice         | 0                     | 16 juin 2024             | 16 juin 2024 | Black Panthers de Thonon | 37            |  |  |              |              |
|  | 8 juin 2024              |                       | 16 juin 2024             | 16 juin 2024 | Black Panthers de Thonon | 37            |  |  |              |              |
|  |                          | Flash de La Courneuve | 16 juin 2024             | 16 juin 2024 | 33                       |               |  |  |              |              |
|  | Léopards de Rouen        | Flash de La Courneuve | 16 juin 2024             | 16 juin 2024 | 33                       | 33            |  |  |              |              |
|  | Léopards de Rouen        | Léopards de Rouen     | 7                        |              |                          | 33            |  |  |              |              |
|  | Grizzlys Catalans        | Léopards de Rouen     | 7                        | 27           |                          |               |  |  |              |              |
|  | Grizzlys Catalans        | Flash de La Courneuve | 42                       | 27           |                          |               |  |  |              |              |
|  |                          | Flash de La Courneuve | 42                       |              |                          |               |  |  |              |              |